# Il viaggio (film 2017)
Il viaggio è un film del 2017 scritto e diretto da Alfredo Arciero.

## Trama
Le vicende di cinque persone, un politico, un'attrice, un'assistente universitaria, un enologo ed un imprenditore, si intrecciano a bordo di un treno lungo la ferrovia Sulmona-Carpinone, la cosiddetta "transiberiana d'Italia", tra Abruzzo e Molise. Influenzati dalla bellezza dei paesaggi e dagli incontri con persone sconosciute che si trovano sullo stesso treno, il viaggio diventa per loro un'occasione per riflettere sulla propria vita e sull'importanza dei valori dell'amore, dell'amicizia e della solidarietà.

## Produzione
Il film si basa sull'omonimo cortometraggio ideato da Maurizio Santilli e scritto e diretto da Alfredo Arciero nel 2012. Grazie ad una collaborazione tra la INCAS Film, fondata da Francesco Vitale, Roberto Faccenda e William Mussini, e la Molise Film Commission, tramite il bando "Ciak" della Regione Molise, è stato poi deciso di trasformare il corto in un lungometraggio e le riprese de Il viaggio sono iniziate nell'ottobre 2015, proseguendo fino al gennaio 2016 in varie location tra Abruzzo (Lanciano, Palena) e Molise (Campobasso, Sepino, Ripalimosani, San Pietro Avellana).
Nel novembre 2015, il presidente del Molise Paolo Di Laura Frattura ha visitato il set, esprimendo soddisfazione per il progetto del film.

## Distribuzione
Il 7 dicembre 2016 viene rilasciato il trailer. Presso il cinema Alphaville (ex ONMI) di Campobasso, il 6 aprile 2017, si è tenuta insieme all'intero cast la presentazione ufficiale e la prima del film.
Nel corso del 2018 il film è stato distribuito nei cinema.